# Olympische Jugend-Sommerspiele 2010/Teilnehmer (Nordkorea)
| Gelbes Symbol für Goldmedaillen mit stilisierten Olympischen Ringen | Graues Symbol für Silbermedaillen mit stilisierten Olympischen Ringen | Braundes Symbol für Bronzemedaillen mit stilisierten Olympischen Ringen |
| ------------------------------------------------------------------- | --------------------------------------------------------------------- | ----------------------------------------------------------------------- |
| 1                                                                   | 1                                                                     | 3                                                                       |

Die Jugend-Olympiamannschaft aus Nordkorea für die I. Olympischen Jugend-Sommerspiele vom 14. bis 26. August 2010 in Singapur bestand aus elf Athleten.

## Athleten nach Sportarten

### Gewichtheben
| Mädchen - Kim Kuk-hyang Superschwergewicht: Bronze | Jungen - Kim Song-chol Federgewicht: Gold |

### Judo
| Mädchen - Ri Un-ju Klasse bis 52 kg: Bronze Mixed: 9. Platz (im Team München) | Jungen - Hyon Song-chol Klasse bis 66 kg: Silber Mixed: 9. Platz (im Team Birmingham) |

### Leichtathletik
Mädchen
- Ko Yong-sim
3000 m: 10. Platz

### Schwimmen
| Mädchen - Ho Kum-jong 50 m Brust: 21. Platz 100 m Brust: DNS | Jungen - Yun Chung-il 50 m Brust: disqualifiziert (Vorlauf) |

### Tischtennis
| Mädchen - Kim Song-i Einzel: Viertelfinale Mixed: 4. Platz | Jungen - Kim Kwang-song Einzel: 13. Platz Mixed: 4. Platz |

### Wasserspringen
| Mädchen - Sin Ji-hyang Turmspringen: Bronze | Jungen - Hyon Il-myong Turmspringen: 6. Platz |